# Осуга (посёлок)
Осу́га — посёлок в Ржевском районе Тверской области. Входит в состав сельского поселения «Медведево».

## География
Посёлок расположен на железнодорожной линии Ржев — Вязьма в 25 километрах к югу от Ржева и в 20 километрах к северу от Сычёвки. В 2 километрах к югу, западу и востоку от посёлка протекает река Осуга, образующая в этом месте границу между Тверской и Смоленской областями.

## Топоним
Посёлок и станция носят название местной реки Осуга.

## История
В XIX веке до 1928 года посёлок Осуга относился к Артемовской волости Зубцовского уезда. В 1919—1925 Осуга — центр Артемовской волости Ржевского уезда.
В 1942 году в районе Осуги шли тяжелые бои.
На улице Школьная сохранился фундамент от барского дома помещиков Лотовых. Двухэтажная дореволюционная жилая постройка уничтожена во время фашистской оккупации.

## Население
| 1997 | 2002 | 2010 | 2012 |
| ---- | ---- | ---- | ---- |
| 252  | ↘202 | ↘160 | ↗190 |

## Инфраструктура
Администрация Осугского сельского округа, спортивный зал ФОК «Осуга», Осугский краеведческий музей, библиотека, электроподстанция, ж/д вокзал, неполная средняя школа, детский сад, дом культуры, фельдшерско-акушерский пункт, отделение связи, магазин

## Транспорт
Автодорога Ржев — Сычёвка, железнодорожная линия Ржев — Вязьма.